# Good Old-Fashioned Lover Boy
«Good Old-Fashioned Lover Boy» (укр. «Вправний старомодний коханець») — пісня британського рок-гурту «Queen», восьмий трек альбому «A Day at the Races» 1976 року, який написав Фредді Мерк'юрі. Пісня також увійшла до мініальбому «Queen's First EP» 1977 року та була записана на Б-стороні синглу «Teo Torriatte (Let Us Cling Together)». Вона стала однією з декількох пісень, складених членами гурту, натхненням для яких послужило британське вар'єте.

## Музика
Пісня починається співом і грою Фредді Мерк'юрі на роялі. Потім, перед початком приспіву, підключається Джон Дікон з бас-гітарою і Роджер Тейлор з ударними. Після того, як музиканти виконали другий куплет і другий приспів, вони перестають грати, відбувається перехід, і починає співати Мерк'юрі з Майком Стоуном, звукорежисером гурту. Далі йде гітарне соло Браяна Мея, співають ще один куплет і пісня завершується черговим приспівом.
Пісня описує те, як «хороший старомодний коханець» з нетерпінням чекає ночі веселощів і романтики.

## Слова
Ймовірно пісня присвячена зірці Голлівуду, початку XX століття Рудольфо Валентіно, який став відомий ролями героя-коханця та славився чудовим вмінням танцювати танго, про що згадується на самому початку пісні. Зразу після цього йде пряма згадка імені — «Буду твоїм Валентіно і тільки для тебе».
Далі у пісні розповідається про мистецтво спокуси, до якого вдаються вправні коханці: розмови сповнені шарму, романтичні прогулянки та вечері з вином, зізнання у коханні й інше.

## Живе виконання та інші виступи
Гурт частково відтворив пісню для «BBC» і її транслювали на телепередачі «Top of the Pops». У версії «Top of the Pops» барабанщик Роджер Тейлор співає лінію Майка Стоуна.
Пісню також виконували наживо під час гастролей «A Day at the Races Tour» і до кінця «News of the World Tour». Її співали в попурі після «Killer Queen», грали перші два куплети, а далі останній приспів.

## Queen's First EP
Пісня вийшла у першому мініальбому гурту разом з піснями «Death on Two Legs (Dedicated to...)», «Tenement Funster» і «White Queen (As It Began)».

## Відеокліп
Відеокліпом пісні є відео з двох інших кліпів з альбому: «Somebody to Love» і «Tie Your Mother Down», змонтоване в 1992 році. Попри це, кліп увійшов до збірки «Greates Video Hits I».

## Queenпро пісню
| Ліві лапки | «Пісня називається „Вправний старомодний коханець“, вона витримана в стилі реґтайму, в якому я маю нагоду робити щось для кожного альбомі, й цього разу мені вдалося ось таке» — Фредді Мерк'юрі | Праві лапки |

## Музиканти
- Фредді Мерк'юрі — головний вокал, бек-вокал, піаніно
- Браян Мей — електрогітара, бек-вокал
- Роджер Тейлор — ударні, трикутник, перкусія, дерев'яна коробочка, бек-вокал
- Джон Дікон — бас-гітара
- Майк Стоун — бек-вокал

## Трек-лист
- «Good Old-Fashioned Lover Boy» — 2:53
- «Death on Two Legs» — 3:44
- «Tenement Funster» — 3:00
- «White Queen (As It Began)» — 4:18